# ダーク・スティール
『ダーク・スティール』（原題: Dark Blue）は、2002年のアメリカ映画。ジェイムズ・エルロイの小説を原作としている。日本では劇場公開されずビデオスルーとなった。

## ストーリー
1992年のロサンゼルス。世間がロドニー・キング事件の評決に注目していたある日、スーパーで強盗殺人事件が発生する。この事件の捜査を担当することになったベテラン刑事のエルドンと新人刑事のボビーだったが、エルドンは強引な捜査方法であっという間に犯人を特定する。
しかし、犯人であった2人のチンピラは、実はエルドンの上司ジャックの情報屋であり、ジャックは2人を見逃すようエルドンたちに命令してくる。しかも、そのために代わりのチンピラを殺害し、そいつが犯人だということにしろといった非人道的な行為を命令してくる。
当然これに憤慨するボビーだったが、長年他の刑事同様に汚職に浸かってきたエルドンはボビーを説得し、ボビーは渋々命令に従う。だが、良心の呵責に耐えられなくなったボビーは、このロサンゼルス市警察の腐敗しきった体制を上層部に暴露することを決意する。
一方、エルドンは長年連れ添った妻に別れを告げられ、酷く落ちこんでいた。そんな彼に、ジャックから邪魔者を消せと命令が下る。命令に従うため、指示された場所へと向かうエルドンだったが、実はこれは用済みになった彼を消すために仕掛けられたジャックによる罠であった。罠を見抜き応戦するエルドンだったが、ちょうどその頃、ロドニー・キング事件の評決が下され、これに納得がいかない黒人たちによる暴動が始まろうとしていた。

## キャスト
| 役名                       | 俳優                       | 日本語吹替 |
| -------------------------- | -------------------------- | ---------- |
| エルドン・ペリー           | カート・ラッセル           | 安原義人   |
| ボビー・キーオ             | スコット・スピードマン     | 楠大典     |
| ベス・ウィリアムソン       | マイケル・ミシェル         | 藤貴子     |
| ジャック・ヴァン・メーター | ブレンダン・グリーソン     | 宝亀克寿   |
| アーサー・ホーランド       | ヴィング・レイムス         | 玄田哲章   |
| ダリル・オーチャード       | クルプト                   | 乃村健次   |
| ゲイリー・シドウェル       | ダッシュ・ミホク           | 志村知幸   |
| ジェームズ・バーカム       | ジョナサン・バンクス       | 金尾哲夫   |
| サリー・ペリー             | ロリータ・ダヴィドヴィッチ | 深見梨加   |
| ジャネル・ホーランド       | カンディ・アレクサンダー   | 山像かおり |